# Сан Лоренцо (Кротоне)
Сан Лоренцо је насеље у Италији у округу Кротоне, региону Калабрија.
Према процени из 2011. у насељу је живело 4 становника. Насеље се налази на надморској висини од 911 м.